# 布莱阿尔夫
布莱阿尔夫是德国莱茵兰-普法尔茨州的一个市镇。总面积7.55平方公里，总人口1189人，其中男性592人，女性597人（2011年12月31日），人口密度157人/平方公里。